# 꽃사과
꽃사과는 사과나무속 식물 중에서 열매보다는 관상용 꽃을 위해 심는 종들의 총칭이다.
- 꽃사과나무(Malus floribunda)
- 벚잎꽃사과나무(Malus prunifolia)
- 시킴꽃사과나무(Malus sikkimensis)
- 운남꽃사과나무(Malus yunnanensis)
- 중국꽃사과나무(Malus x spectabilis)
- 호북꽃사과나무(Malus hupehensis)